# 冷凍サイクル
冷凍サイクル（れいとうサイクル）とは、熱力学サイクルの一種であり、熱機関サイクルを逆にしたもの。
動力・熱などのエネルギーを用いて低温熱源から吸熱し、高温熱源に排熱する熱力学的サイクルである。広義には圧縮式のもののほか、吸収式のもの、ケミカル式、吸着式などの多くの方式のサイクルの総称。
理論的には逆カルノーサイクルが最高効率である。
単に冷凍サイクルといった場合、蒸気圧縮冷凍サイクルをさすことが多い。

## 冷凍サイクルの比較
| 大分類     | 駆動力     | 冷媒                                       | 動作原理 | 理論サイクル                                                                                               | 特徴                                       | 主な用途                                 |
| ---------- | ---------- | ------------------------------------------ | --- | --- | ------------------------------------------ | ---------------------------------------- |
| 蒸気圧縮式 | 動力       | アンモニア・炭化水素・二酸化炭素・フロン類 | 気体の冷媒を圧縮機で圧縮し、凝縮器で冷却して圧力が高い液体をつくり、膨張弁で圧力を下げ、蒸発器で低温で気化させ気化熱で熱を奪い取る。 | 単段 | 広く使用されている。                       | エア・コンディショナー、冷蔵庫           |
| 蒸気圧縮式 | 動力       | アンモニア・炭化水素・二酸化炭素・フロン類 | 気体の冷媒を圧縮機で圧縮し、凝縮器で冷却して圧力が高い液体をつくり、膨張弁で圧力を下げ、蒸発器で低温で気化させ気化熱で熱を奪い取る。 | ローレンツ                                                                                                 | 非共沸混合冷媒を利用した高効率サイクル。   | エア・コンディショナー、冷蔵庫           |
| 蒸気圧縮式 | 動力       | アンモニア・炭化水素・二酸化炭素・フロン類 | 気体の冷媒を圧縮機で圧縮し、凝縮器で冷却して圧力が高い液体をつくり、膨張弁で圧力を下げ、蒸発器で低温で気化させ気化熱で熱を奪い取る。 | 多段 - 基本形 - クローズドシェルアンドコイル形 - クローズドドライエキスパンション形 - オープンフラッシュ形 | 高温・低温間の温度差が大きい場合           | 極低温用冷凍機                           |
| 蒸気圧縮式 | 動力       | アンモニア・炭化水素・二酸化炭素・フロン類 | 気体の冷媒を圧縮機で圧縮し、凝縮器で冷却して圧力が高い液体をつくり、膨張弁で圧力を下げ、蒸発器で低温で気化させ気化熱で熱を奪い取る。 | 多元 | 単一の冷媒ではサイクルが構成できない場合   | 天然ガス液化、ドライアイス・液体空気製造 |
| 空気冷凍   | 動力       | 空気                                       | 気体を圧縮機で圧縮し、熱交換器で冷却した後、膨張タービンで動力回収して圧力・温度を下げ低温を得る。                                   | | 小型軽量                                   | 航空機空調                               |
| 蒸気噴射   | 蒸気の圧力 | 水                                         | 蒸気エジェクターで蒸気を吸いだすことによって低温・低圧で蒸発させる。                                                                 | | 効率が低い。                               | 蒸留液の冷却                             |
| 吸収式     | 熱         | 水 吸収液 : 水酸化リチウム水溶液           | 吸収力の高い液体に冷媒を吸収させることにより低圧で気化させて低温を得る。                                                             | 単効用吸収式                                                                                               | 80℃程度の熱源が利用可能。                  | 空気調和                                 |
| 吸収式     | 熱         | 水 吸収液 : 水酸化リチウム水溶液           | 吸収力の高い液体に冷媒を吸収させることにより低圧で気化させて低温を得る。                                                             | 二重効用吸収式                                                                                             | 内部圧力が大気圧以下。                     | 空気調和                                 |
| 吸収式     | 熱         | 水 吸収液 : 水酸化リチウム水溶液           | 吸収力の高い液体に冷媒を吸収させることにより低圧で気化させて低温を得る。                                                             | 三重効用吸収式                                                                                             | 内部圧力が大気圧より高くなるが高効率。     | 空気調和                                 |
| 吸収式     | 熱         | 水 吸収液 : 水酸化リチウム水溶液           | 吸収力の高い液体に冷媒を吸収させることにより低圧で気化させて低温を得る。                                                             | 第二種吸収ヒートポンプ                                                                                     | 大量の低温排熱を低温熱源で昇温できる。     | 低温排熱による加熱                       |
| 吸収式     | 熱         | アンモニア 吸収液 : 水                     | 吸収力の高い液体に冷媒を吸収させることにより低圧で気化させて低温を得る。                                                             | アンモニア吸収式                                                                                           | ブラインを利用し0℃以下の低温の供給が可能。 | 冷凍倉庫                                 |
| 吸着冷凍   | 熱         | 水 吸着材 : ゼオライト・シリカゲル         | 固体吸着材を冷却しながら冷媒を吸着させることによって低圧として低温を得る。                                                           | |                                            | 空気調和                                 |
| 吸着冷凍   | 熱         | 水素 吸着材 : 水素吸着合金                 | 固体吸着材を冷却しながら冷媒を吸着させることによって低圧として低温を得る。                                                           | |                                            | 空気調和                                 |

## その他の冷凍サイクル
- 極低温冷凍サイクル
  - リンデサイクル（ジュール＝トムソン効果）
  - クロウドサイクル
  - パルス管冷凍サイクル
- ヘリウム冷凍
  - ヘリウム希釈冷凍サイクル
  - ポメランチック冷凍サイクル
  - 断熱消磁冷凍サイクル
  - ペルティエ効果（電子冷却）
  - ボルテックスチューブ冷凍サイクル